# 松井誠
松井 誠（まつい まこと、1960年4月8日 - ）は、福岡県大牟田市出身の日本の俳優。劇団誠の座長であり、自らが創設した新舞踊「誠心流」家元でもある。株式会社MAKOTO所属。

## 人物・経歴
- 身長173cm、体重66kg。
- 愛称は「マコ様」。
- 松井の女形はその美しさから「生きる博多人形」「長谷川一夫丈の再来」と呼ばれている。
- 松井千恵子一座の子供として生まれ、出生地は公演中の舞台の楽屋であったという。両親同士は籍を入れておらず松井自身も父親には認知されていない[1][2]。初舞台は0歳で捨て子の役で出演。
- 公演で移動するごとに転校を余儀なくされ、友達とも遊べず、給食さえ食べる事のできない一座の生活に嫌気が差し、中学卒業後夜汽車で家出し上京。
- 新宿の歌舞伎町で年齢をごまかしてホストクラブで働いた。幼い頃から舞台に立ち、いろいろな人と出会ってきただけに客あしらいもうまく、次第に売れっ子になった。しかし、ハードな仕事と酒、ストレスのために17歳の時に胃潰瘍と十二指腸潰瘍の手術をする[3]。
- 東京で帝劇の『屋根の上のヴァイオリン弾き』を見て感動。客席との距離が近い小さな劇場で飲み食いしながらにぎやかに見る客の中で育った松井にとって、大きな劇場で静かに見る公演は見たこともない光景だったという。それがきっかけとなり、自分なりの役者像を思い描くことになった[3]。
- 18歳の時に劇団員が少なくなって困っていた両親のために、九州へ帰り舞台に立ち人気を博す。
- 再び大舞台の役者となるべく1986年3月、25歳の時に一から「劇団誠」を立ち上げた[4]。
- 近年は大小劇場での公演以外でもメディア作品に積極的に出演。2007年NHK大河ドラマ『風林火山』では北条氏康役を演じた。
- 女優の西尾三枝子と結婚し、二子に恵まれたが、2002年に離婚。その後、共演した女優・浅丘ルリ子と交際していた。

## 逸話
- NHK大河ドラマ『炎立つ』の第一部において第9、10話にゲスト出演。この時演じた高階経重が公家であったために「イメージが違う」とファンから苦情が来た。そのため、2007年同枠で製作された『風林火山』への出演が決まったときは嬉しかったという[5]。ただ、高階経重が登場する実写作品は『炎立つ』のみであり、それ以外の実写作品には登場しない(当然のことながら、経重を演じた俳優は松井のみである)。
- 「劇団・誠」ではおひねりを廃止している。おひねりにより、演技が中断されること、「いつのまにか、あのお客さんからは10万円もらえるかな、とか計算してしまう」とかつてのホストとそれに貢ぐ客の関係と似た匂いを感じたこと、芸がおざなりになってしまうのではないかという不安を持っていたことが理由である[3]。

## 出演

### 舞台
主演・座長公演
- 権八小紫（2000年3月）中日劇場
- 新版 雪之丞変化（2000年12月）新歌舞伎座
- 女形気三郎（2001年1月）サンシャイン劇場
- 藤十郎を巡る女たち（2001年10月）中日劇場
- 大殺陣・雄呂血（2002年3月、2003年3月）新歌舞伎座
- 卒塔婆小町、雨月（2002年9月） - 三島由紀夫脚本
- 信長（2003年5月）中日劇場
- 真・晴明伝説〜陰陽師（2003年9月）シアターアプル
- 一世一代　大当り！夢之丞一座（2003年12月）新歌舞伎座
- 雪之丞変化（2004年4月）明治座
- 越後夢人情身代り三度笠（2004年10月）新歌舞伎座
- ジパング（2005年1月）御園座
- 男の花道（2005年12月）明治座
- 新章・美空 ひばり物語『不死鳥伝説』（2006年2月）御園座
- 新・四谷怪談（2006年8月）明治座
- 喜劇　くらわんか！（2007年1月）新歌舞伎座
- 江戸情話　さくら吹雪（2007年9月）明治座
- 乾いて候（2007年12月）新歌舞伎座
- 王女メディア（2008年5月）THEATRE1010
- 人形佐七捕物帳（2008年11月）新歌舞伎座
- 桜吹雪忠臣蔵 我が命、雪に舞え（2008年12月）御園座
- 沓掛時次郎　意地悪バアさんVS唄子の新妻（2009年4月）明治座
- 空よ、海よ、わが母よ-若き海軍飛行士官の物語（2010年8月）御園座
- 阿国歌舞伎（2010年10月）赤坂ACTシアター
- 十六夜清心　〜花街模様薊色縫〜（2011年7月）新歌舞伎座・前進座劇場　他
- 花顔はなのかんばせ （2011年8月）紀伊国屋ホール
- 四谷怪談 （2012年8月）新歌舞伎座
- 秋の日本一周クルーズ特別公演 （2013年9月）ASUKA CRUISE
- グランド歌舞伎 （2014年10月 - 11月）江戸東京博物館・明治村呉服座
- 松井誠＆USフレンズショー （2015年8月）ロサンゼルス アラタニ劇場
- わたしは誰！？　銀座でＳＨＯＷ（2018年3月）銀座博品館劇場

客演
- 花のうさぎ屋（1998年10月）帝国劇場
- 鏡花幻想-恋女房すゞという女-（2000年10月）帝国劇場
- 本所深川ふしぎ草子（1999年）
- 大正四谷怪談（1999年）シアターアプル
- 野獣郎見参（2001年3月）
- アントニーとクレオパトラ（2010年）シアター1010
- 銀河英雄伝説〜第二章〜自由惑星同盟編（2011年）東京国際フォーラムCホール
- 男嫌い （2013年5月）ルテアトル銀座・京都四條南座・名鉄ホール
- A New Musical ALICE 〜不思議の国のアリスより〜（2016年6月 - 7月、天王洲銀河劇場・新神戸オリエンタル劇場） - ハートの女王 役 [6]
- ウイリアム・シェイクスピア没後400年記念公演　リア王 （2016年8月）三越劇場
- めおと喧嘩ラプソディー（2017年3月）新歌舞伎座
- 清水次郎長伝（2019年9月）三越劇場
- フジヤマ「夢の湯」物語（2020年2月）明治座

### テレビドラマ
- 大河ドラマ
  - 炎立つ第一部 第9,10話（1993年） - 高階経重 役
  - 風林火山（2007年） - 北条氏康 役
- 御家人斬九郎 第3シリーズ 第6話「美人局」（1997年） - 松吉 役
- 大岡越前 第15部 第15話「思い込み」（1998年） - 清次 郎
- 水戸黄門 第25部 第35話「武士を捨てた男・石巻」（1997年） - 片瀬小一郎 役
- 水戸黄門 第27部 第5話「美人に化けた大盗っ人・山形」（1999年）
- 科捜研の女（2000年） - 有賀行雄（刑事部長） 役
- 暖流（2007年） - 正岡隆司 役

### 映画
- モノクロームの少女（2009年） - 諸橋三四郎 役
- さざ波ラプソディー（2017年1月） - 山田太郎 役

## 音楽
- 火の鳥（1996年）BMGジャパン
- MAKOTOファースト（1999年） アルバム　BMGジャパン
- 約束された明日へ（1999年）アルバム　キングレコード
- あるがまま…（1999年）シングル キングレコード
- 夢にて候・誠のブラジル音頭・花結び（2003年）マキシシングル　日本クラウン
- 夢心中（2004年）マキシシングル日本クラウン
- ええじゃないか・誠のさのさ（2006年）シングル　日本クラウン
- 矢車草・もくれんの花（2009年）シングル　日本クラウン
- 誠〜春夏秋冬〜・道行華（2015年）シングル　日本クラウン

## 出版
- 座長「誠!」（光文社）
- 松井誠写真集（芸文社）
- 写真集役者（廣済堂）
- 夢幻 写真集
- 華・艶・舞 写真集（小学館）